# Сентервил (Јужна Каролина)
Сентервил (енгл. Centerville) насељено је место без административног статуса у америчкој савезној држави Јужна Каролина.

## Демографија
По попису из 2010. године број становника је 6.586, што је 1.405 (27,1%) становника више него 2000. године.
| Група             | 2000.         | 2010.         |
| Белци             | 4.657 (89,9%) | 5.383 (81,7%) |
| Афроамериканци    | 385 (7,4%)    | 875 (13,3%)   |
| Азијати           | 56 (1,1%)     | 71 (1,1%)     |
| Хиспаноамериканци | 52 (1,0%)     | 180 (2,7%)    |
| Укупно            | 5.181         | 6.586         |